# Blue Lake (Ross-Insel)
Der Blue Lake (englisch für Blauer See) ist der größte der zahlreichen zugefrorenen kleinen Süßwasserseen unweit des Kap Royds auf der antarktischen Ross-Insel. 
Der See liegt in einer Entfernung von etwa einem Kilometer in nordnordöstlicher Richtung vom noch heute erhaltenen Basislager der Nimrod-Expedition (1907–1909) unter der Leitung des britischen Polarforschers Ernest Shackleton. Teilnehmer der Expedition gaben dem See seinen Namen aufgrund der intensiven Blaufärbung seines Eises.